# Catharina Besselman
Catharina Besselman, född Tonkin 1678, död 1702 i Batavia, var föremål för flera uppmärksammade skandaler i Nederländska Indien och en välkänd figur i samtidens persongalleri.  
Dotter till Johannes John, köpman, och Christina Porcelius; gift med Dirk Hurdt (d. 1698), och år 1699 med prästen Johannes Kiezenga. Hennes far var chef för Tonkin (1677-1679), och kassör på slottet i Batavia (1681-1684). 
Besselman var en av sin tids mest uppmärksammade personligheter i Batavia, välkänd och omtalad för sitt kärleksliv. Hon älskade fester och ska ha haft flera förhållanden före sitt äktenskap och till och med ha underhållet en man och gett honom pengar i utbyte mot sex, något som väckte stor skandal. Under perioden 1698-1699 var hon som änka förlovad fyra gånger innan hon gifte sig, något som var ett svårt brott mot denna tids normer. Besselman betraktades med sin levnadsstil som ett svårt hot av kyrkan, och vid sitt andra äktenskap förvägrades hon av kyrkans ledare Theodore Zas att ta emot sakramentet. Detta orsakade en uppmärksammad skandal, där hennes make skällde ut hela kyrkokollegiet "som om han var besatt av Satan". Kyrkan tog ärendet till generalguvernör William Outshoorn. Hennes make dömdes till att återvända till Nederländerna, men hans fru lyckades med hjälp av sitt inflytande och sina kontakter hindra domen att verkställas.